# Ursus maritimus
L'orso polare o orso bianco (Ursus maritimus Phipps, 1774) è un grande mammifero carnivoro appartenente alla famiglia Ursidae.
È una specie che si trova attorno al polo nord nel mare glaciale artico ed è il più grande carnivoro di terraferma esistente sul nostro pianeta insieme all'orso kodiak.

## Etimologia, denominazione e semantica
L'esploratore Constantine John Phipps fu il primo a descrivere l'orso polare come specie a sé stante nel 1774. Scelse il nome scientifico Ursus maritimus, dal latino orso marittimo, per via dell'habitat naturale dell'animale.
Nella lingua inuit viene chiamato come Nanook. Il popolo Yupik, originario dell'Alaska, lo chiama nanuuk. Mentre nella lingua ciukcia, parlata dall'omonimo popolo è definito umka. In russo, di solito è chiamato белый медведь (bélyj medvédj, l'orso bianco), anche se esiste una parola più antica in lingua komi e ancora in uso, ошкуй (Oshkúj).
L'orso polare è stato precedentemente inserito nel genere Thalarctos. Tuttavia, l'esistenza di ibridi tra orsi polari e orsi bruni e della recente divergenza evolutiva tra le due specie, ha portato gli studiosi a non accettare tale denominazione, tornando al nome scientifico proposto da Phipps e tutt'oggi accettato.

## Morfologia e anatomia
L'orso polare è il più grande carnivoro terrestre attualmente esistente.
Gli esemplari di maschio adulto di orso bianco pesano mediamente dai 350 ai 700 kg e misurano dai 2,4 ai 3 metri di lunghezza., con un’altezza al garrese che va dai 120 ai 160 cm. Sembra che in rari casi i maschi possano arrivare a 1000 kg e a 3,4 m di lunghezza (nella regione del mar dei Ciukci); il più grande orso polare di cui si abbia notizia pesava 1 002 kg (2 209 libbre), un maschio ucciso a Kotzebue Sound nel nord-ovest dell'Alaska nel 1960. Questo gigantesco esemplare, una volta montato, era alto ben 3,39 m in piedi sui suoi arti posteriori.
Le femmine sono grandi circa la metà dei maschi e normalmente pesano tra i 150 e i 250 kg e sono lunghe circa 133 cm, ma quando sono incinte possono arrivare a pesare fino a 500 kg. Alla nascita i cuccioli pesano meno di 1 kg. La longevità dell'orso polare in natura è di 25-30 anni, mentre in cattività può superare anche i 35. Nonostante la mole, questo animale è in grado di correre a quasi 50 km/h per brevi tratti. Gli orsi polari, quando mordono, possono esercitare una pressione di 1235 psi, vale a dire circa 560 kg.
I 42 denti dell'orso polare riflettono la sua dieta altamente carnivora. I molari sono più piccoli e più frastagliati rispetto a quelli dell'orso bruno, mentre i canini sono più grandi e più taglienti. La formula dentaria è:
L'orso polare è immediatamente riconoscibile dalla pelliccia bianca. Diversamente da altri mammiferi dell'Artide, in estate il suo manto non diventa più scuro. I peli non sono pigmentati di bianco, ma sono cavi e non pigmentati come i capelli bianchi negli esseri umani.
L'isolamento termico degli orsi polari è estremamente efficace contro il freddo, ma il loro corpo si surriscalda a temperature sopra i 10 °C. Il loro isolamento è così efficace che, se osservati con una videocamera a raggi infrarossi, sono a malapena visibili. Soltanto le zampe e il muso emanano un calore percepibile.
Una caratteristica interessante della pelliccia è che, fotografata con luce ultravioletta, appare nera: ha quindi, come ulteriore meccanismo di "produzione" di energia termica, un'elevata capacità di assorbimento delle frequenze UV; ciò è possibile avendo l'epidermide nera.
L'elevata concentrazione di retinolo rende il fegato dell'orso polare non commestibile e potenzialmente letale.

## Origini ed evoluzione
In passato le origini e l'evoluzione sugli orsi polari erano ancora misteriose o alquanto approssimative, giacché la scarsa presenza di resti fossili nell'Artico non permettevano di avere sufficienti informazioni sulle origini dell'orso polare.
Ma, secondo uno studio del Biodiversity and Climate Research Centre, analizzando 14 introni di 45 individui appartenenti a tre specie differenti (Ursus maritimus, Ursus arctos e Ursus americanus), si è scoperto che la specie bruna e quella bianca si sono diramate in modo simile da una stessa linea evolutiva rispetto a quella nera, quindi l'orso polare risalirebbe a 600.000 anni fa (molto di più rispetto a quanto precedentemente ritenuto, ovvero circa 120-150.000 anni fa).
I primi orsi polari dovevano avere un aspetto assai simile a quello di un Grizzly, ma con le generazioni a venire, la pelliccia degli orsi si schiarì notevolmente, fino a diventare completamente bianca.

## Distribuzione e habitat
L'orso polare vive nell'Artide e il suo habitat è compreso in 6 nazioni: Canada (Manitoba, Terranova, Territori del Nord-Ovest, Nunavut, Ontario, Québec, Yukon), USA (Alaska), Russia (Krasnojarsk, Magadan, Distretto Federale Nordoccidentale, Siberia Occidentale, Jacuzia), Groenlandia, Norvegia (Svalbard), Islanda.
La popolazione attuale di orsi polari è stimata intorno alle 20-25.000 unità, di cui il 60% in Canada. A testimonianza di ciò, sulla moneta da 2 dollari canadesi è riprodotto un orso polare.
Gli orsi polari sono stati suddivisi in almeno 18 sottopopolazioni denominate Groenlandia orientale (ES), Mare di Barents (BS), Mare di Kara (KS), Mare di Laptev (LVS), Mare di Chukchi (CS), Mare di Beaufort settentrionale e meridionale (SBS e NBS), Viscount Melville (VM), Canale di M'Clintock (MC), Golfo di Boothia (GB), Lancaster Sound (LS), Baia di Norvegia (NB), Bacino di Kane (KB), Baia di Baffin (BB), Stretto di Davis (DS), Bacino di Foxe (FB) e le popolazioni della Baia di Hudson occidentale e meridionale (WHB e SHB).

## Biologia
Gli orsi polari sono nuotatori eccellenti e possono essere visti spesso al largo della costa. Cacciano in modo molto efficiente anche sulla terra, grazie alla loro velocità.
La maggior parte degli orsi polari è attiva tutto l'anno. Il letargo si verifica solo tra le femmine gravide. Gli orsi non in letargo hanno in genere un normale ciclo di 24 ore anche durante i giorni di totale oscurità o di totale luce solare, sebbene i cicli inferiori a un giorno siano più comuni durante il primo. La specie è generalmente diurna, essendo più attiva nelle prime ore del giorno. Gli orsi polari dormono in media circa otto ore al giorno.

### Alimentazione

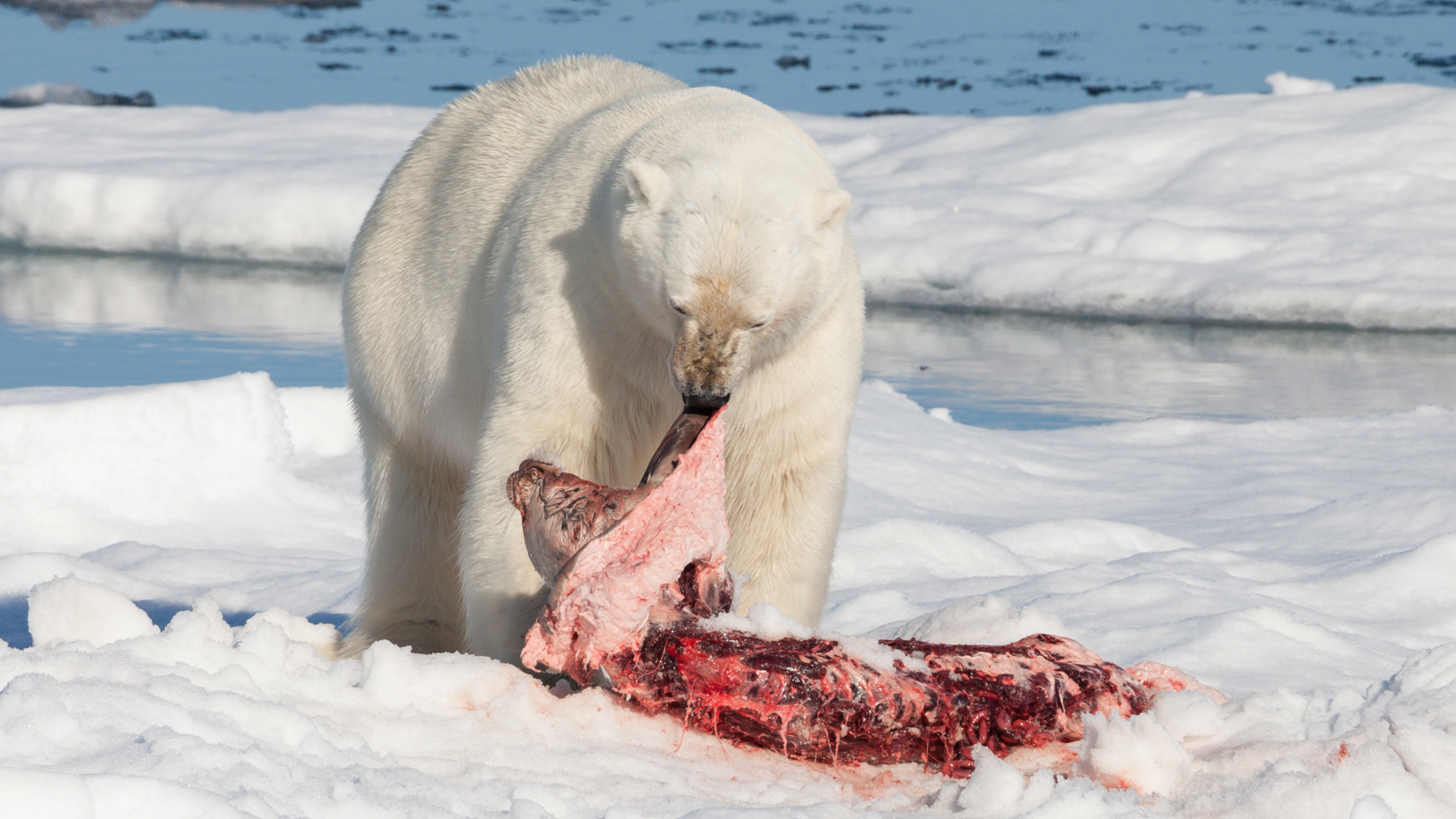
Orso che si nutre di una foca barbuta

L'orso polare è il membro che più si nutre di carne della famiglia degli Ursidi. La sua fonte proteica primaria è costituita dalle foche, in particolare la foca dagli anelli e la foca barbata, essenziali per la sua sopravvivenza. Se non è particolarmente affamato, l'orso mangia solo i visceri e il grasso della foca, lasciando ciò che rimane alla volpe artica e ai corvi. Nonostante sia in prevalenza un predatore, l'orso polare si nutre anche di: uova, alghe, pezzi di legno, rifiuti provenienti dalle baleniere e talvolta carcasse dei propri simili. La sua alimentazione comprende pure: cetacei, trichechi, molluschi, granchi, pesci, vermi di mare, uccelli, piccoli di aquile e civette, ghiottoni, volpi polari, renne e lemming. In Alaska, l'orso polare si comporta come l'orso bruno, ovvero dà la caccia ai salmoni che risalgono i fiumi.
Oltre alle foche, gli orsi predano specie di cetacei come balene beluga e narvali, così come renne, uccelli e le loro uova, pesci e invertebrati marini. Raramente mangiano materiale vegetale poiché il loro apparato digerente è troppo specializzato per la materia animale, anche se sono stati registrati mentre mangiavano bacche, muschio, erba e alghe. Nel loro areale meridionale, specialmente vicino alla baia di Hudson e alla baia di James, gli orsi polari sopportano tutta l'estate senza ghiaccio marino da cui cacciare e devono sopravvivere di più con cibi terrestri. Le riserve di grasso consentono agli orsi polari di sopravvivere per mesi senza mangiare. È noto che il cannibalismo si verifica nella specie.
Gli orsi polari cacciano le loro prede in diversi modi. Quando un orso avvista una foca che si trascina sul ghiaccio marino, la segue lentamente con la testa e il collo abbassati, forse per rendere meno evidenti il suo naso e i suoi occhi scuri. Avvicinandosi, l'orso si accovaccia sempre di più e alla fine carica ad alta velocità, nel tentativo di catturare la foca prima che riesca a scappare nel suo buco nel ghiaccio.

### Tecniche di caccia
Il metodo di caccia più famoso degli orsi polari è quello usato per le foche: il plantigrado sente il rumore della preda sotto il ghiaccio, si apposta presso una spaccatura e, non appena la preda esce per respirare, la uccide con una violenta zampata.
Solo i maschi hanno una muscolatura così potente e le dimensioni per attaccare i beluga e i narvali, entrambi lunghi fino a cinque metri e mezzo, che superano facilmente i 1000 kg di peso e il secondo con la lunga zanna tipica dei maschi. Individuata la preda, spesso un giovane o una femmina di narvalo, l'orso bianco entra in acqua e assale agilmente il cetaceo nei punti delicati, come le pinne e la pancia, evitando i colpi mortali.

### Vita sociale
Gli orsi polari sono solitamente solitari, a parte le madri con i cuccioli e le coppie in accoppiamento. Sulla terraferma, si trovano più vicini tra loro e si radunano attorno alle risorse alimentari. I maschi adulti, in particolare, sono più tolleranti l'uno con l'altro negli ambienti terrestri e al di fuori della stagione riproduttiva. Sono stati registrati mentre formavano "alleanze" stabili, viaggiando, riposando e giocando insieme. Esiste una gerarchia di dominanza tra gli orsi polari con i maschi maturi più grandi che si classificano in cima. Le femmine adulte superano in classifica i subadulti e gli adolescenti e i maschi più giovani superano in classifica le femmine della stessa età.

### Riproduzione e sviluppo

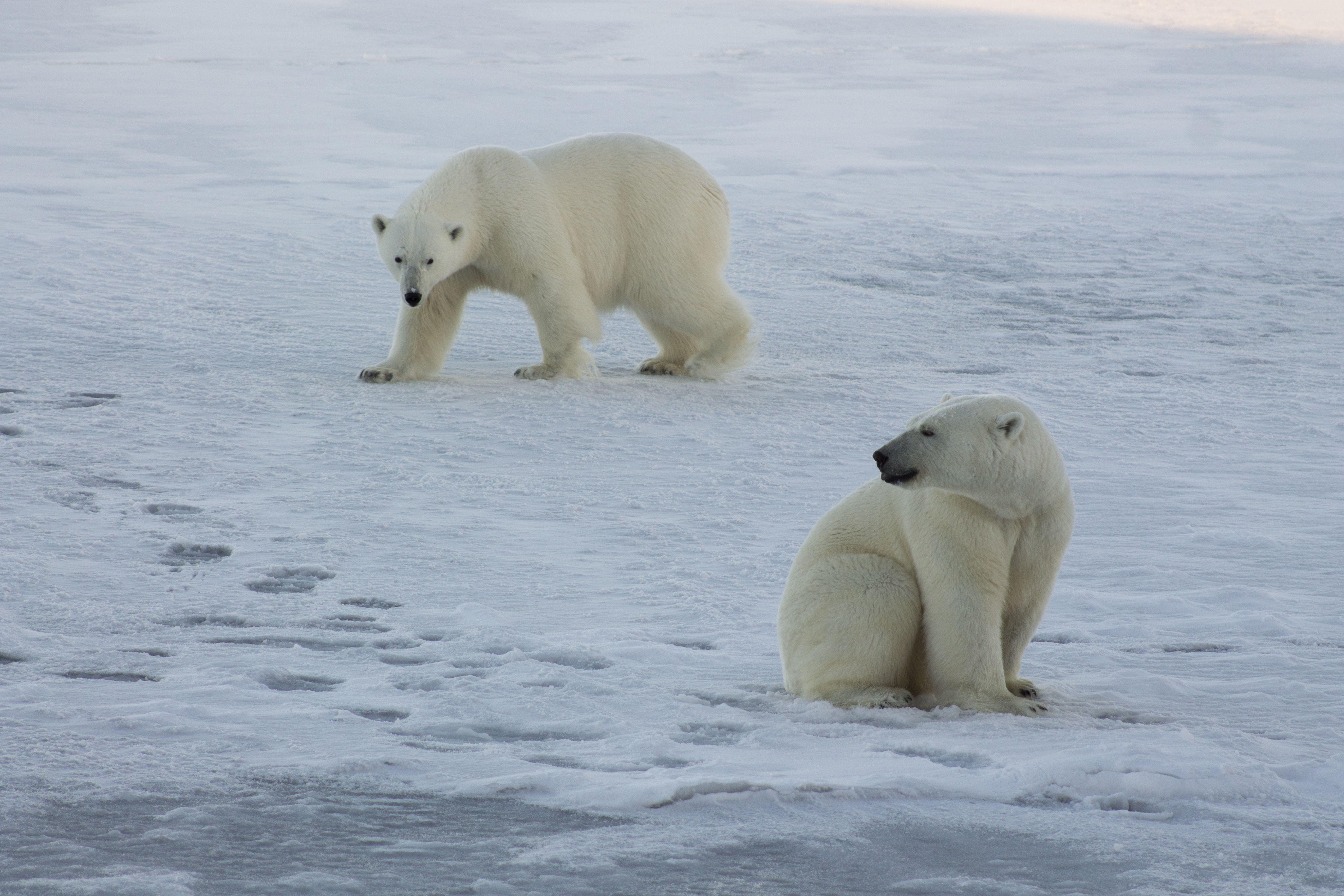
Corteggiamento del maschio che si avvicina alla femmina

L'accoppiamento degli orsi polari avviene sul ghiaccio marino e durante la primavera, principalmente tra marzo e maggio. I maschi cercano le femmine in estro e spesso percorrono percorsi tortuosi, il che riduce le possibilità di incontrare altri maschi, pur consentendo loro di trovare le femmine. I movimenti delle femmine rimangono lineari e si spostano più ampiamente. Il sistema di accoppiamento può essere etichettato come poligamia di difesa femminile, monogamia seriale o promiscuità.
Dopo aver trovato una femmina, un maschio cercherà di isolarla e proteggerla. Il corteggiamento può essere un po' aggressivo e un maschio inseguirà una femmina se questa cerca di scappare. Possono volerci giorni prima che il maschio si accoppi con la femmina, il che induce l'ovulazione. Dopo la loro prima copulazione, la coppia si lega. Gli accoppiamenti indisturbati degli orsi polari durano in genere circa due settimane, durante le quali dormiranno insieme e si accoppieranno più volte. La competizione per i compagni può essere intensa e questo ha portato alla selezione sessuale per i maschi più grandi. I maschi degli orsi polari hanno spesso cicatrici da combattimenti. Un maschio e una femmina che hanno già legato fuggiranno insieme quando arriverà un altro maschio.

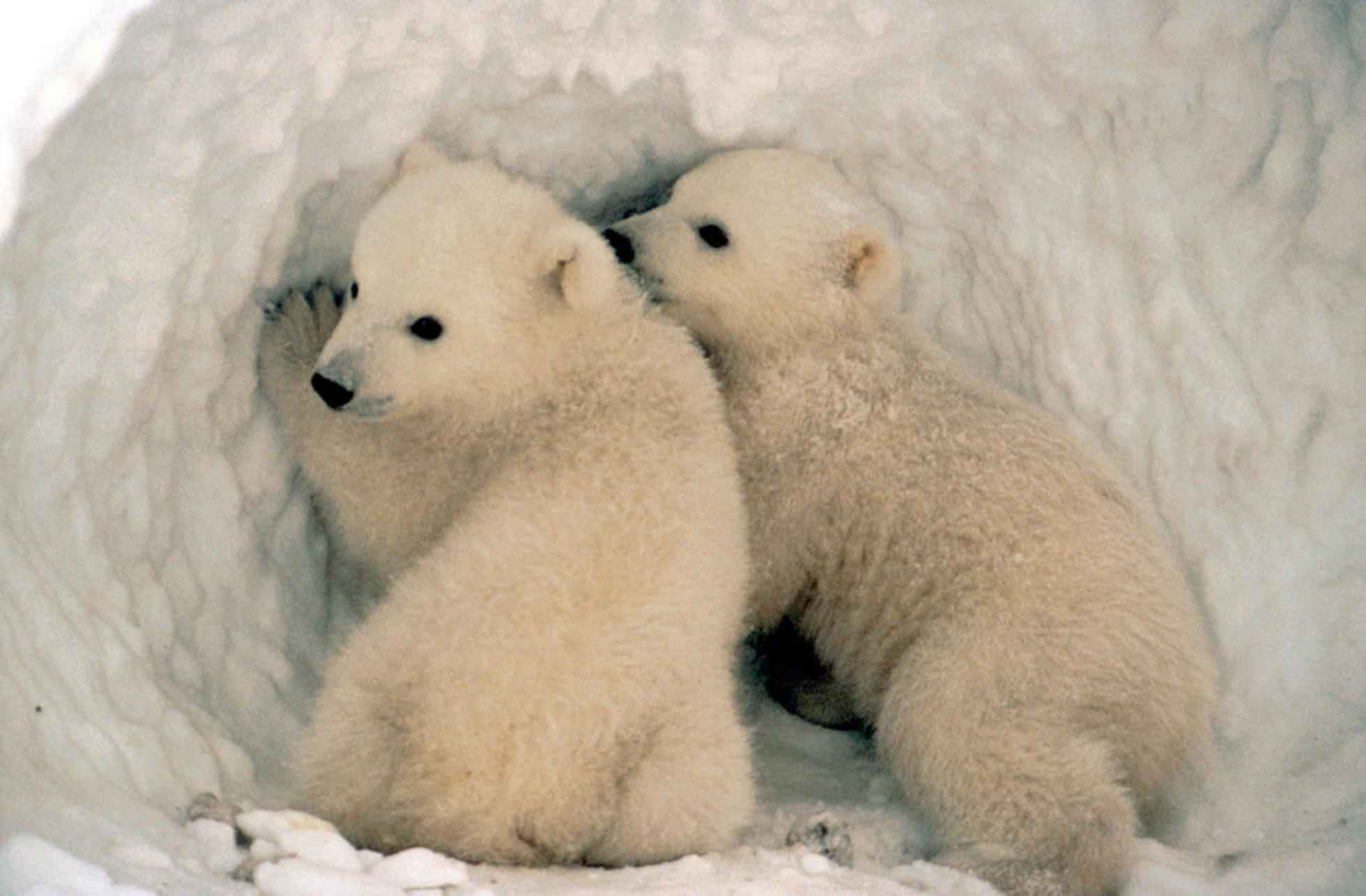
Cuccioli di orso polare

Quando la stagione degli amori finisce, la femmina accumulerà più riserve di grasso per sostenere sia se stessa che i suoi piccoli. A volte tra agosto e ottobre, la femmina costruisce ed entra in una tana di maternità per l'inverno. A seconda della zona, le tane di maternità possono essere trovate nel ghiaccio marino appena al largo della costa o più nell'entroterra e possono essere scavate sotto la neve, la terra o una combinazione di entrambi. L'interno di questi rifugi può essere largo circa 1,5 m con un'altezza di 1,2 m mentre l'ingresso può essere lungo 2,1 m e largo 1,2 m. La temperatura di una tana può essere molto più alta di quella esterna.
Le madri orse polari in genere danno alla luce due cuccioli per cucciolata. Come per altre specie di orsi, i neonati orsi polari sono piccoli e altriciali. I neonati hanno peli lanosi e pelle rosa, con un peso di circa 600 g. I loro occhi rimangono chiusi per un mese. Il latte grasso della madre alimenta la loro crescita e i cuccioli sono tenuti al caldo sia dal calore corporeo della madre che dalla tana. La madre emerge dalla tana tra fine febbraio e inizio aprile e i suoi cuccioli sono ben sviluppati e capaci di camminare con lei.

### Nemici
L'orso polare è (come l'orso bruno) un predatore alfa, trovandosi in cima alla catena alimentare ha quindi pochi nemici. Solamente i piccoli possono essere attaccati da lupi e persino da altri orsi polari; questo avviene quando la famiglia si disperde durante la seconda estate e la madre lascia i propri figli da soli. I cuccioli diventano quindi vittime dei cacciatori e dell'inverno. Naturalmente l'essere umano resta il vero pericolo per questa specie: ogni anno vengono uccisi più di 1000 orsi, sia dagli eschimesi, che si nutrono delle loro carni e sfruttano la loro pelliccia, sia da semplici cacciatori (in quantità maggiore).

### Mortalità
Gli orsi polari possono vivere fino a 30 anni. La lunga durata della vita dell'orso e la sua capacità di produrre costantemente cuccioli compensano la morte dei cuccioli in una popolazione. Alcuni cuccioli muoiono nelle tane o nell'utero se la femmina non è in buone condizioni. Tuttavia, la femmina ha la possibilità di produrre una cucciolata sopravvissuta la primavera successiva se riesce a mangiare meglio l'anno successivo. I cuccioli alla fine moriranno di fame se le loro madri non riescono a uccidere abbastanza prede.

## Conservazione di stato
Nel 2015, la Lista Rossa IUCN ha classificato l'orso polare come vulnerabile a causa di un "declino dell'area di occupazione, dell'estensione dell'occorrenza e/o della qualità dell'habitat". Ha stimato che la popolazione totale fosse compresa tra 22.000 e 31.000 e l'attuale tendenza della popolazione è sconosciuta. Le minacce alle popolazioni di orsi polari includono cambiamenti climatici, inquinamento e sviluppo energetico.
Nel 2021, il Polar Bear Specialist Group IUCN/SSC ha etichettato quattro sottopopolazioni (Barents e Chukchi Sea, Foxe Basin e Golfo di Boothia) come "probabilmente stabili", due (Kane Basin e M'Clintock Channel) come "probabilmente aumentate" e tre (Southern Beaufort Sea, Southern e Western Hudson Bay) come "probabilmente diminuite" in periodi specifici tra gli anni '80 e 2010. Le restanti dieci non avevano dati sufficienti. Uno studio del 2008 ha previsto che due terzi degli orsi polari del mondo potrebbero scomparire entro il 2050, sulla base della riduzione del ghiaccio marino, e che solo una popolazione sopravvivrebbe probabilmente in 50 anni. Uno studio del 2016 ha previsto un probabile declino del numero di orsi polari di oltre il 30 percento in tre generazioni. Lo studio ha concluso che cali di oltre il 50 percento sono molto meno probabili.
Il pericolo principale del cambiamento climatico è la malnutrizione o la fame dovuta alla perdita di habitat. Gli orsi polari cacciano le foche sul ghiaccio marino e le temperature crescenti fanno sì che il ghiaccio si sciolga prima nel corso dell'anno, spingendo gli orsi a riva prima di aver accumulato sufficienti riserve di grasso per sopravvivere al periodo di scarsità di cibo tra la fine dell'estate e l'inizio dell'autunno. Il ghiaccio marino più sottile tende a rompersi più facilmente, il che rende più difficile per gli orsi polari raggiungere le foche.
La riduzione della copertura di ghiaccio marino costringe inoltre gli orsi a nuotare per distanze più lunghe, il che esaurisce ulteriormente le loro riserve di energia e occasionalmente porta all'annegamento. Una maggiore mobilità del ghiaccio può comportare siti meno stabili per le tane o distanze più lunghe per le madri che viaggiano da e verso le tane sulla terraferma. Lo scioglimento del permafrost porterebbe a tetti più soggetti a incendi per gli orsi che si rintanano sottoterra. Meno neve potrebbe influire sull'isolamento mentre più pioggia potrebbe causare più crolli. La massima capacità di legame dei corticosteroidi della globulina legante i corticosteroidi nel siero dell'orso polare è correlata allo stress negli orsi polari e questo è aumentato con il riscaldamento climatico.
Lo sviluppo di petrolio e gas influisce anche sull'habitat degli orsi polari. La Chukchi Sea Planning Area nell'Alaska nordoccidentale, che ha avuto molte concessioni di trivellazione, è stata ritenuta un sito importante per le femmine di orso che non vivono in tana. Anche le fuoriuscite di petrolio rappresentano un rischio. Uno studio del 2018 ha rilevato che il dieci percento o meno dell'habitat primario degli orsi nel Chukchi Sea è vulnerabile a una potenziale fuoriuscita, ma una fuoriuscita a piena portata potrebbe avere un impatto su quasi il 40 percento della popolazione di orsi polari.

## Relazione con gli umani

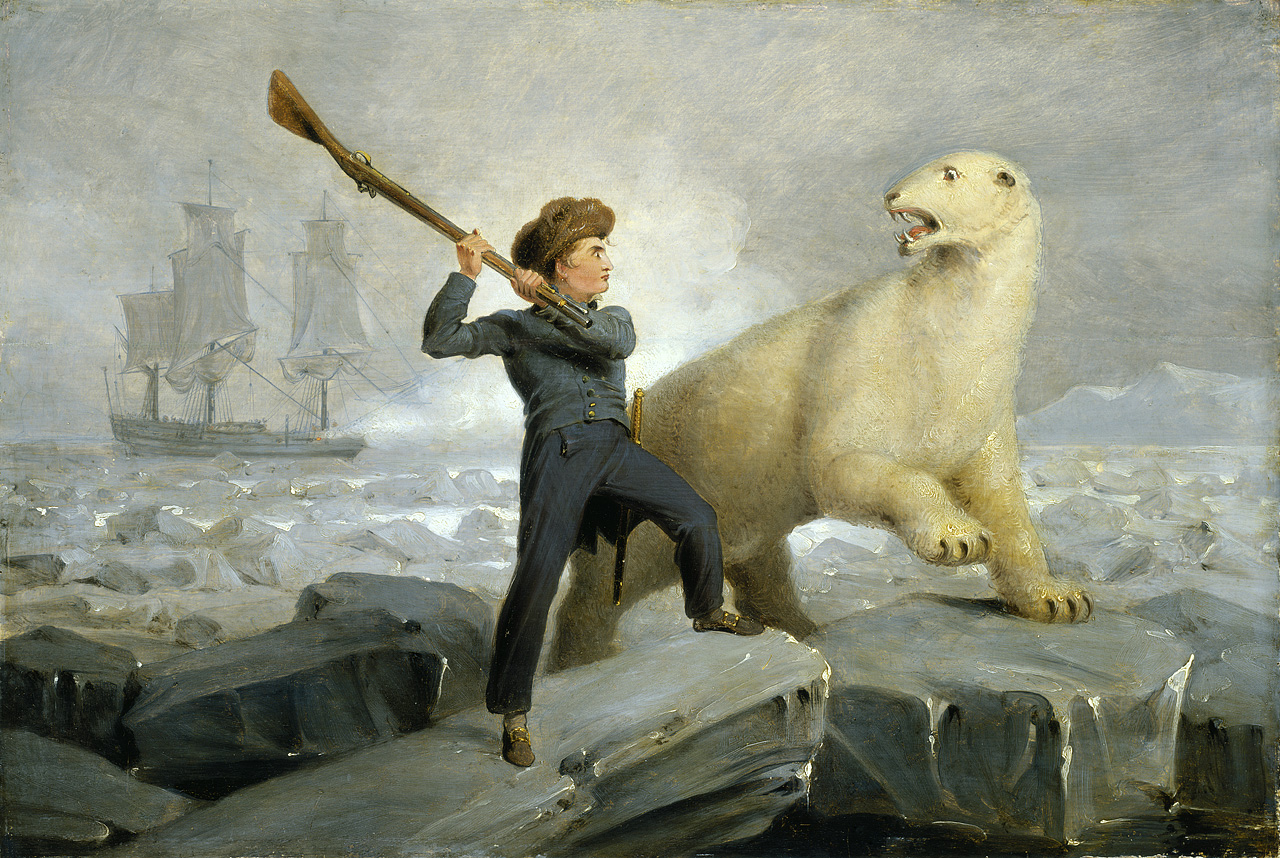
Nelson e l'orso, di Richard Westall (1809)

Gli orsi polari hanno coesistito e interagito con i popoli circumpolari per millenni. Gli "orsi bianchi" sono menzionati come articoli commerciali nel libro giapponese Nihon Shoki del settimo secolo. Non è chiaro se si trattasse di orsi polari o di orsi bruni di colore bianco. Durante il Medioevo, gli europei consideravano gli orsi bianchi una novità ed erano più familiari con gli orsi bruni e neri. Il primo resoconto scritto noto dell'orso polare nel suo ambiente naturale si trova nel testo norvegese anonimo del XIII secolo Konungs skuggsjá, che menziona che "l'orso bianco della Groenlandia vaga per la maggior parte del tempo sul ghiaccio del mare, cacciando foche e balene e nutrendosi di loro" e afferma che l'orso è "un nuotatore abile quanto qualsiasi foca o balena".
Enrico III, vissuto nel tredicesimo secolo, fu il primo di una serie di sovrani inglesi a ospitare un esemplare di orso polare nel serraglio della Torra di Londra.
Nelson and the Bear, di Richard Westall (1809) Nei secoli successivi, diversi esploratori europei avrebbero menzionato gli orsi polari e descritto le loro abitudini. Tali resoconti divennero più accurati dopo l'Illuminismo e vennero riportati esemplari sia vivi che morti. Tuttavia, continuarono alcuni resoconti fantasiosi, tra cui l'idea che gli orsi polari si coprano il naso durante la caccia. Un disegno relativamente accurato di un orso polare si trova nell'opera di Henry Ellis A Voyage to Hudson's Bay (1748). Gli orsi polari furono formalmente classificati come specie da Constantine Phipps dopo il suo viaggio nell'Artico del 1773. Ad accompagnarlo c'era un giovane Horatio Nelson, che si dice avesse voluto procurare un cappotto di orso polare per suo padre ma non ci riuscì.

### Esplorazione

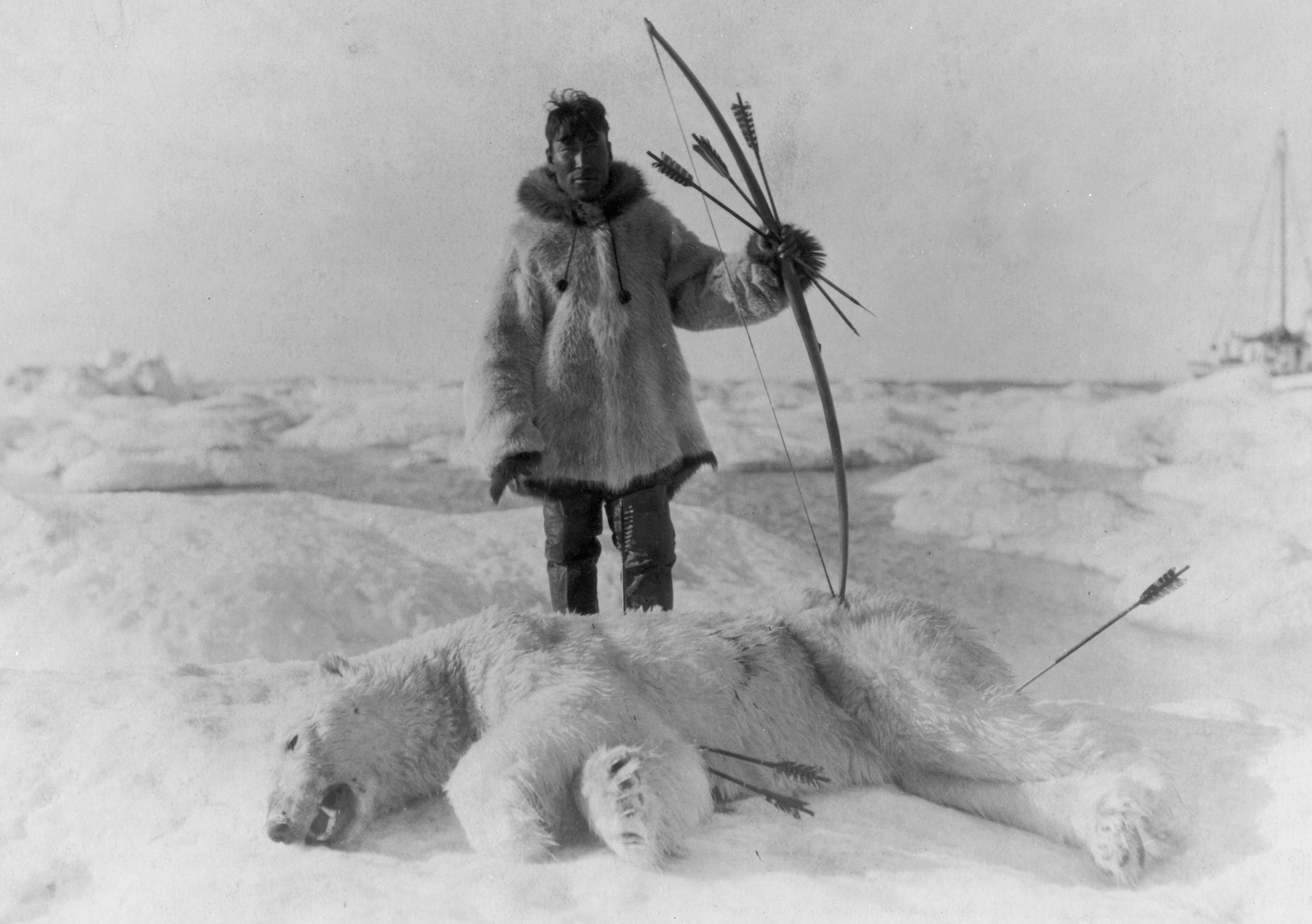
Cacciatore con orso polare ucciso con arco e frecce in Alaska (1924)

Gli orsi polari venivano cacciati già 8.000 anni fa, come indicano i resti archeologici dell'isola di Zhokhov nel mare della Siberia orientale. La più antica raffigurazione grafica di un orso polare lo mostra mentre viene cacciato da un uomo con tre cani. Questa arte rupestre era tra i vari petroglifi trovati a Pegtymel in Siberia e risale al V-VIII secolo. Prima dell'accesso alle armi da fuoco, i nativi usavano lance, archi e frecce e cacciavano in gruppo accompagnati dai cani. Sebbene la caccia si svolgesse solitamente a piedi, alcune persone uccidevano gli orsi che nuotavano dalle barche con un arpione. Gli orsi polari venivano talvolta uccisi nelle loro tane. Uccidere un orso polare era considerato un rito di passaggio per i ragazzi in alcune culture. I nativi rispettavano l'animale e la caccia era soggetta a rigidi rituali.
I norvegesi in Groenlandia commerciavano pellicce di orso polare nel Medioevo. La Russia commerciava prodotti di orso polare già nel 1556, con Novaya Zemlya e la Terra di Francesco Giuseppe come importanti centri commerciali. La caccia su larga scala di orsi a Svalbard avvenne almeno dal XVIII secolo, quando non meno di 150 orsi venivano uccisi ogni anno dagli esploratori russi. Nel secolo successivo, più norvegesi cacciavano gli orsi sull'isola. Dagli anni '70 dell'Ottocento agli anni '70 del Novecento, circa 22.000 animali furono cacciati in totale. Oltre 150.000 orsi polari in totale furono uccisi o catturati in Russia e Svalbard, dal XVIII al XX secolo.

### Conflitti

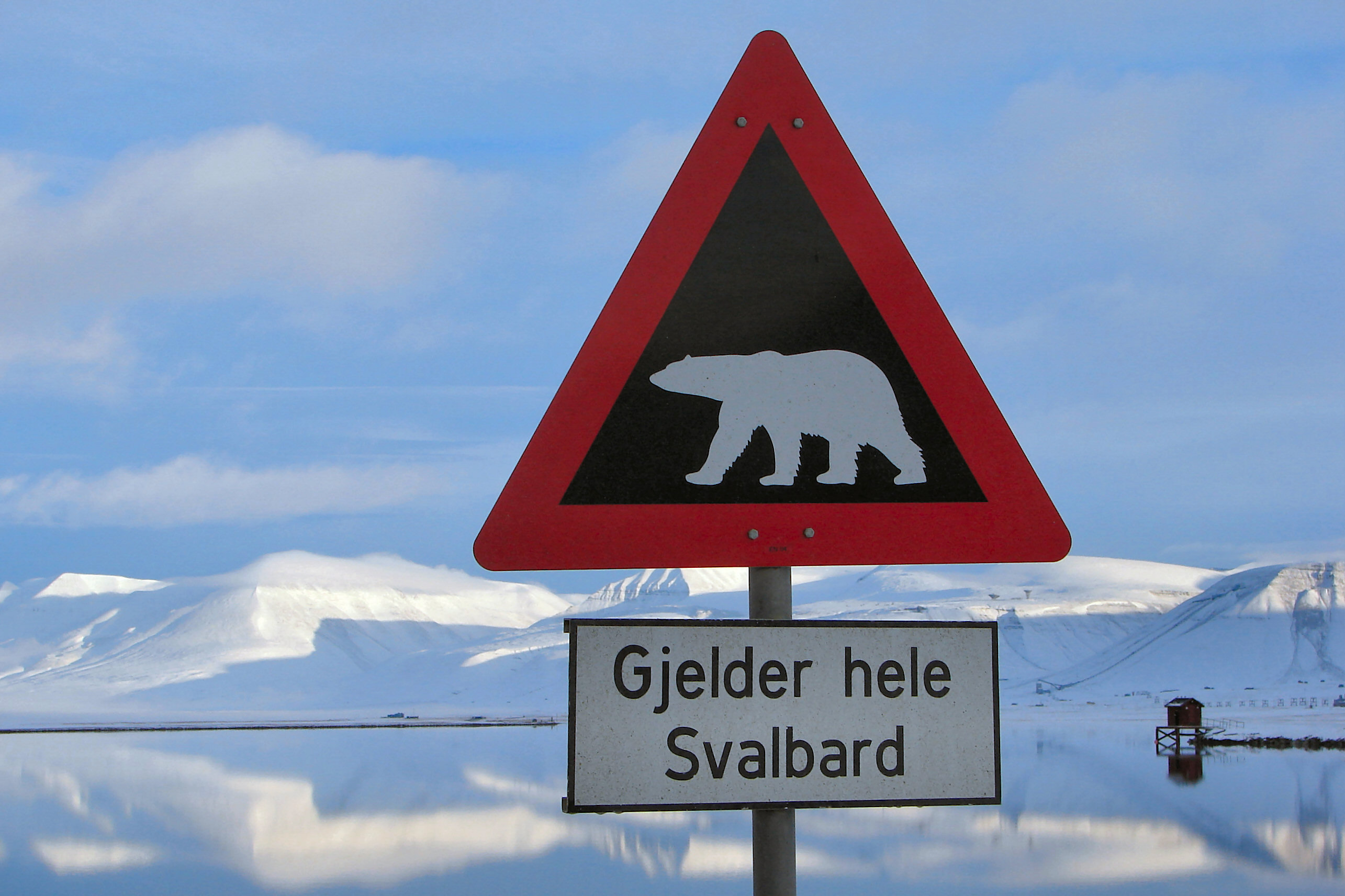
Cartello stradale che avverte della presenza di orsi polari. Il testo norvegese si traduce in "Si applica a tutte le isole Svalbard".

Quando il ghiaccio marino si scioglie, gli orsi polari, in particolare i subadulti, entrano in conflitto con gli umani per le risorse sulla terraferma. Sono attratti dall'odore del cibo prodotto dall'uomo, in particolare nelle discariche, e possono essere uccisi quando invadono una proprietà privata. A Churchill, Manitoba, le autorità locali gestiscono una "prigione per orsi polari" dove vengono tenuti gli orsi fastidiosi finché il ghiaccio marino non si congela di nuovo. Il cambiamento climatico ha aumentato i conflitti tra le due specie. Oltre 50 orsi polari hanno invaso una città nella Novaya Zemlya nel febbraio 2019, portando le autorità locali a dichiarare lo stato di emergenza.
Dal 1870 al 2014, si stima che ci siano stati 73 attacchi di orsi polari contro gli umani, che hanno portato a 20 morti.